# Kizokuin

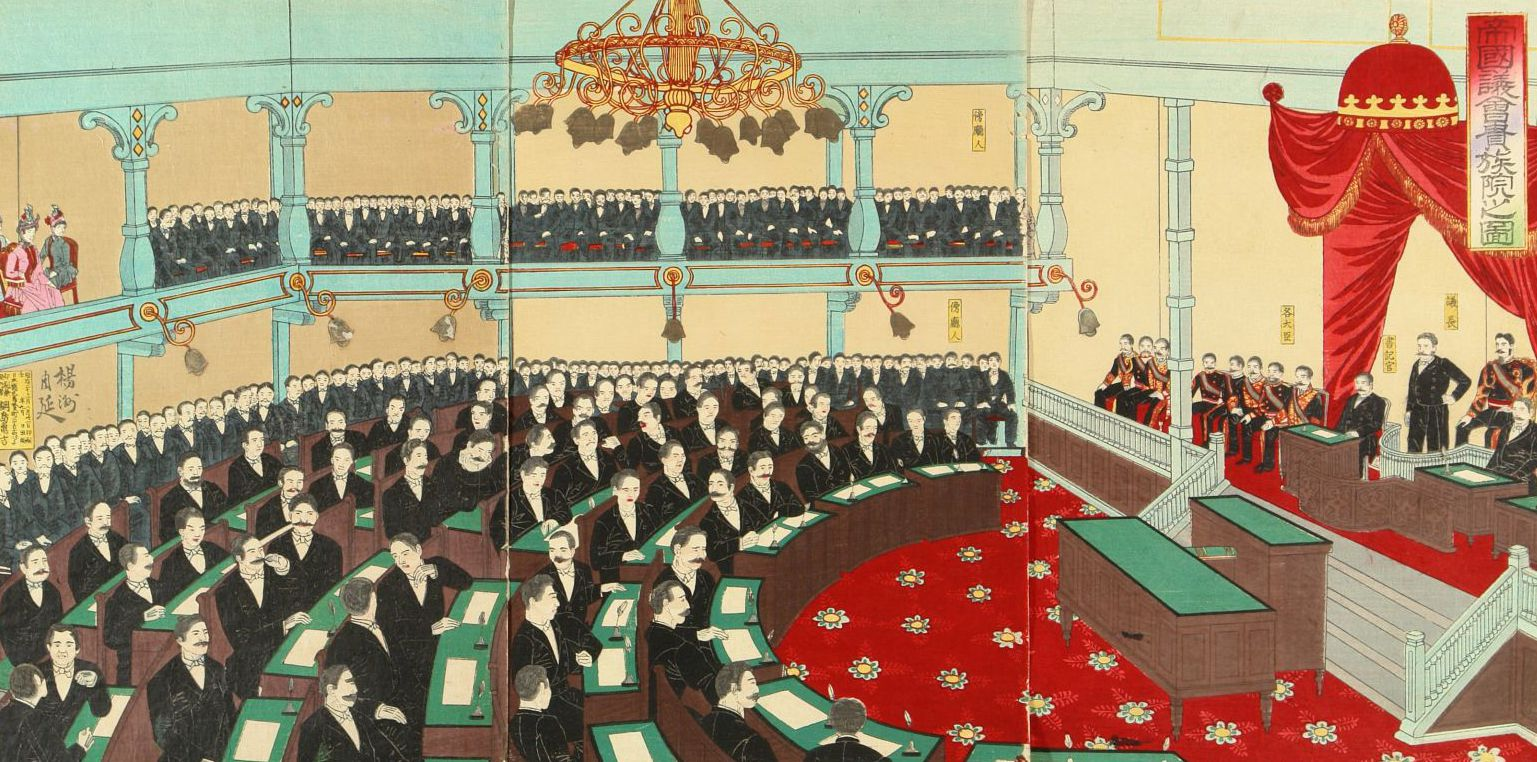
„Das Herrenhaus des Reichstags“ (帝国議会貴族院之図, Teikoku gikai kizokuin no zu). Farbholzdruck von Yōshū Chikanobu, 1899

Das Kizokuin (jap. 貴族院, Herrenhaus) war nach der Meiji-Verfassung das Oberhaus des japanischen Reichstags. Es wurde 1890 einberufen, Vorgänger war der quasi-legislative Genrōin. 1947 wurde es gemäß der Nachkriegsverfassung durch das heutige Oberhaus, das gewählte Sangiin, abgelöst.
Die Meiji-Verfassung war europäischen Vorbildern entlehnt, vor allem der britischen und der preußischen Verfassung. Demnach wurde das Kizokuin ähnlich dem preußischen Herrenhaus und dem House of Lords als gleichberechtigtes Gegengewicht zum gewählten Shūgiin, dem Unterhaus, in der Legislative geschaffen. Ihm gehörten Mitglieder des 1869 geschaffenen Adelsstandes, der Kazoku, sowie vom Tennō ernannte (勅任, chokunin) Vertreter an. Das Kizokuin konnte nicht aufgelöst werden, und die meisten Mitglieder schieden erst durch den Tod aus der Kammer aus.
Nach der Verfassung war das Kizokuin dem Shūgiin in der Legislative gleichgestellt; ein Gesetz musste also die Zustimmung des Tennō und beider Kammern erhalten. Beide Kammern hatten wie die Regierung das Initiativrecht für Gesetzentwürfe (Art. 38). Insbesondere über den Haushalt und die ungleichen Verträge mit den europäischen Großmächten kam es zu Konflikten zwischen Shūgiin und Kizokuin. Die genauen Kompetenzen des Kizokuin und seiner Mitglieder wurden im giin-hō (議院法, „Parlamentsgesetz“) und dem kizokuin-rei (貴族院令, „Herrenhaus-Edikt“) von 1889 festgeschrieben.

## Zusammensetzung

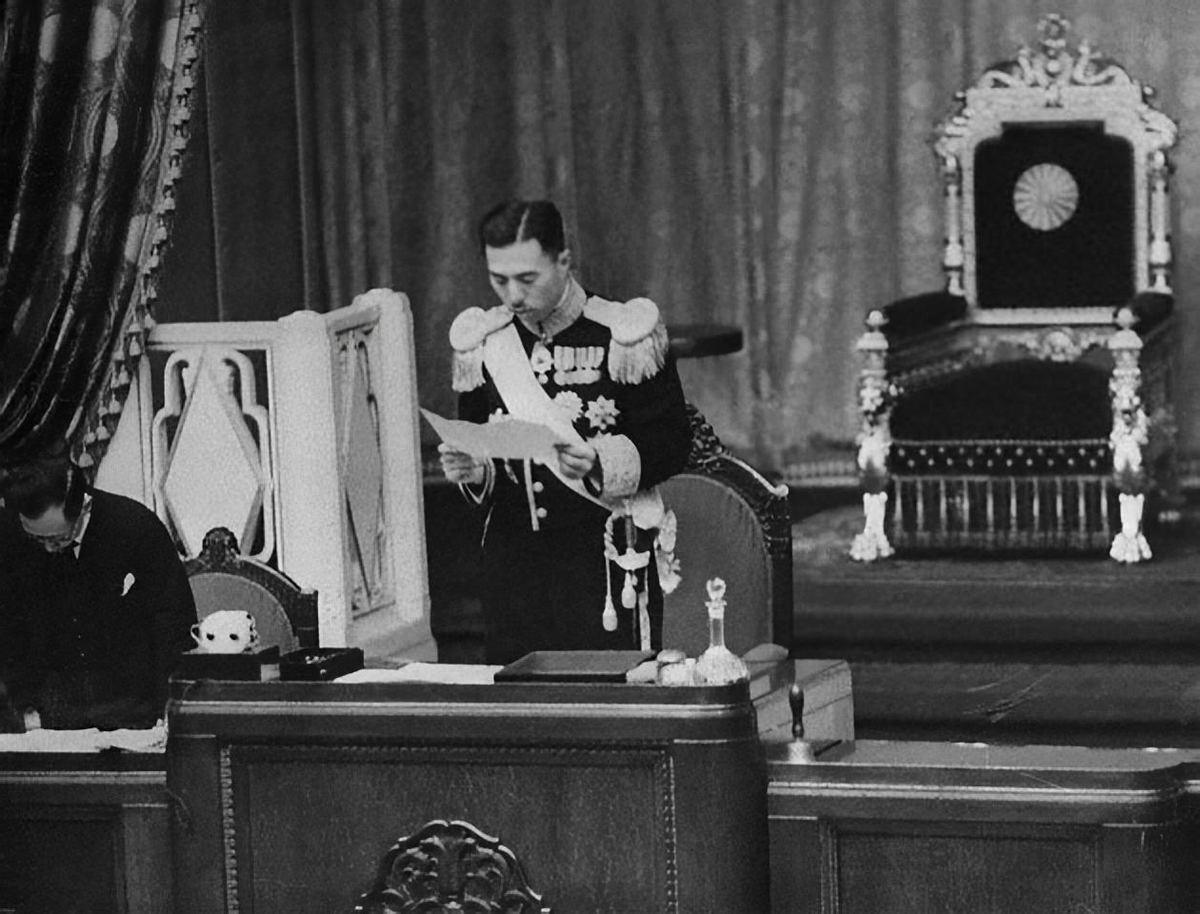
Konoe Fumimaro, Präsident des Kizokuin, bei der Verlesung eines kaiserlichen Edikts zur Sitzungseröffnung 1936

Die genaue Zusammensetzung des Kizokuin wurde im Laufe der Zeit mehrfach geändert. Im Allgemeinen betrug die Amtszeit sieben Jahre, die Mitglieder der kaiserlichen Familie, die Herzöge und Markgrafen sowie die vom Tennō ernannten Mitglieder hatten ein Mandat auf Lebenszeit.
Die Gesamtzahl der Mitglieder wuchs von etwa 250 in der ersten Sitzungsperiode 1890 bis auf maximal über 400. In der letzten Sitzungsperiode 1946 hatte das Kizokuin 373 Mitglieder. In den letzten Jahren nach dem Zweiten Weltkrieg waren viele Mitglieder vom Ämterverbot durch die Besatzungsbehörden betroffen; sie wurden teilweise durch ernannte Mitglieder aus dem Bereich der Wissenschaft ersetzt.
Dem Kizokuin gehörten im Einzelnen folgende Gruppen an:

### Kaiserliche Familie
- Der Kronprinz, sofern er über 18 Jahre alt war
- Männliche kaiserliche Prinzen über 20 Jahren

Die Zahl dieser Mitglieder war nicht festgelegt; sie erhielten keine Diäten. Da die Mitglieder der kaiserlichen Familie nicht Gegenstand politischer Auseinandersetzungen werden sollten, beschränkten sie ihre Auftritte auf zeremonielle Aufgaben. (Eine Ausnahme war Prinz Higashikuni Naruhiko, der als Premierminister 1945 an Sitzungen teilnahm.)

### Kazoku
- Alle Herzöge (公爵, kōshaku) und Markgrafen (侯爵, kōshaku) über 25 Jahren (ab 1925: ab 30 Jahren)
Die Zahl dieser Mitglieder war nicht festgelegt; sie erhielten keine Diäten. Sie konnten auf kaiserliche Anweisung hin zum Rücktritt gezwungen werden oder ihr Mandat (wieder-)erlangen.
- 150 aus den eigenen Reihen für sieben Jahre gewählte Vertreter der drei Adelsränge der Grafen, Vizegrafen und Barone über 25 (ab 1925: 30) Jahren
Das Wahlverfahren wurde 1889 in einer kaiserlichen Verordnung geregelt; die erste Wahl der adeligen Mitglieder fand am 10. Juli 1890 statt. Anfangs war die Regelzahl der gewählten adeligen Mitglieder für jeden Rang auf ein Fünftel der Gesamtzahl festgelegt; damit gehörten 1890 14 Grafen, 70 Vizegrafen und 20 Barone dem Kizokuin an. Im 21. Reichstag (1905) waren es 17 Grafen, 70 Vizegrafen und 56 Barone.
1905 wurde in einer Reform des Kizokuin die Zahl auf 143 festgesetzt, nachdem die Gesamtzahl der Kazoku nach dem Sino-Japanischen Krieg und dem Russisch-Japanischen Krieg durch die Ehrung von Kriegsverdiensten schlagartig anstieg. Die Zahl wurde später weiter erhöht: 1909 auf 150 (17 Grafen, 70 Vizegrafen, 63 Barone) und 1918 auf 166 (20 Grafen, 73 Vizegrafen, 73 Barone). 1925 wurde die Altersgrenze auf 30 Jahre angehoben und die Zahl wieder auf 150 (18 Grafen, 66 Vizegrafen, 66 Barone) gesenkt. Sie wurde bis zur Abschaffung des Kizokuin nicht wieder geändert.
Die Angehörigen des koreanischen Adels waren zwar protokollarisch den Kazoku gleichgestellt; sie gehörten jedoch nicht automatisch dem Kizokuin an und konnten nur durch kaiserliche Ernennung berufen werden.

### Ernannte Mitglieder
- Vom Tennō ernannte Männer über 30 Jahren, die sich Verdienste um den Staat oder die Wissenschaft erworben haben, auf Vorschlag des Kabinetts. Bei Errichtung des Reichstags wurden 61 Mitglieder ausgewählt, davon 27 bisherige Mitglieder des Genrōin, 10 Vertreter der Ministerien, 9 bürgerliche Mitglieder, 6 Vertreter der Kaiserlichen Universität, 6 kaiserliche Berater und 3 Vertreter des Legislativbüros des Kabinetts. Anfangs war festgeschrieben, dass die Zahl dieser ernannten Mitglieder niedriger sein musste als die Zahl der Kazoku, 1905 wurde die Zahl auf 125 festgesetzt.
- Ab 1925 vier aus den eigenen Reihen gewählte Vertreter der „Kaiserlichen Akademie“ (帝国学士院, Teikoku Gakushiin) über 30 Jahren, zwei aus der naturwissenschaftlichen und zwei aus der geistes- und sozialwissenschaftlichen Abteilung. Das Wahlverfahren wurde 1925 in der Kaiserlichen Verordnung Nr. 233 geregelt.
- Aus den eigenen Reihen gewählte Vertreter über 30 der größten direkten Steuerzahler, das heißt Grundbesitzer und Unternehmer. Das Wahlverfahren wurde 1889 in der Kaiserlichen Verordnung Nr. 79 geregelt. Anfangs wählten die 15 größten Steuerzahler jeder Präfektur (ohne Hokkaidō und die Präfektur Okinawa) je einen Vertreter, die Gesamtzahl lag also bei 45. 1918 wurden auch Hokkaidō und Okinawa berücksichtigt, ab 1928 wählten je nach Präfektur 100 Bürger einen oder 200 zwei Vertreter und die Gesamtzahl stieg auf 66. 1944 sollte noch ein Vertreter von Karafuto (Sachalin) hinzukommen, der aber wegen der Kriegsniederlage nie gewählt wurde.
- Ab 1945 maximal zehn Vertreter Taiwans und Koreas über 30 Jahren auf Ernennung durch den Tennō. Nach der Unabhängigkeit beider Länder wurde diese Regelung 1946 wieder abgeschafft. Nach dieser Regelung waren 1945/46 acht koreanische Vertreter und drei taiwanesische Mitglieder berufen worden. Darüber hinaus waren zuvor bereits Vizegraf Yun Deok-yeong (尹徳栄), Markgraf Pak Yeong-hyo (jap. Boku Eikō) aus Korea und Gu Xianrong (辜顕栄, jap. Ko Ken’ei) aus Taiwan regulär vom Tennō ernannte Mitglieder des Kizokuin gewesen.

## Geschichte
Premierminister Itō Hirobumi war maßgeblich für die Einführung einer konstitutionellen Regierungsform verantwortlich, sah in ihr aber in erster Linie ein Mittel, die kaiserliche Herrschaft zu bewahren und zu stärken. In der Meiji-Verfassung war das Kizokuin als Gegengewicht zum Shūgiin angelegt, und begrenzte somit die politischen Einflussmöglichkeiten der Parteien. Schon durch seine Zusammensetzung aus (anfangs mehrheitlich) erblichen und vom Tennō selbst berufenen Mitgliedern sollte es die Position des Monarchen im politischen System stützen, wie es die Genrō in der vorkonstitutionellen Zeit getan hatten. Diese auf Adelsfamilien gestützte „Meiji-Oligarchie“ dominierte die Politik der frühen Meiji-Zeit.
In der Zeit der Taishō-Demokratie in den 1920er Jahren existierte eine öffentliche Debatte über eine Reform oder Abschaffung des Kizokuin. Premierminister Katō Takaaki (Kenseikai), unter dessen Regierung auch die Zensusbeschränkungen bei Shūgiin-Wahlen abgeschafft wurden, implementierte 1925 einige Änderungen, ohne jedoch die grundlegende Struktur des Kizokuin anzutasten. Der Einfluss des Kizokuin bestand bis zum Zweiten Weltkrieg weiter: So wurden liberale Gesetzentwürfe, die im bürgerlichen Shūgiin eine Mehrheit fanden, wie die Einführung des Frauenwahlrechts (1931 vom Shūgiin verabschiedet) oder die Zulassung von Gewerkschaften vom Kizokuin abgelehnt.
Nach dem Zweiten Weltkrieg ersetzte die Verfassung von 1947 die alte Meiji-Verfassung und das Kizokuin wurde ebenso wie das Kazoku-system abgeschafft. In der Legislative wurde als Gegengewicht des Shūgiin das ebenfalls gewählte Sangiin geschaffen.

## Fraktionen
Das Kizokuin wurde als Gegengewicht zur Parteipolitik verstanden und sollte einzig den Interessen des Staates dienen. In der Kammer wurden keine Parteien gegründet und es galt als ungeschriebenes Gesetz, dass Mitglieder, die einer Partei beitraten, ihr Mandat niederlegten. Allerdings wurden zur Kontaktpflege und zum Austausch von Informationen Fraktionen gebildet.
Während der Blüte der Parteienherrschaft in der Taishō-Demokratie – in den letzten Jahren der Taishō-Zeit und zu Beginn der Shōwa-Zeit – gab es einige Fraktionen, die ihre Nähe zu Parteien im Shūgiin zum Ausdruck brachten. Allerdings blieb die Bindungskraft der Fraktionen gering, vor allem weil die meisten Mitglieder nicht auf eine Wiederwahl angewiesen waren. Konkret bedeutete dies, dass die meisten Fraktionen unter der Devise „Ein Mann, eine Partei“ (一人一党) keinen Fraktionszwang kannten. (Allerdings gab es in der größten Fraktion, dem Kenkyūkai einen starken Fraktionszwang, der sowohl innerhalb wie außerhalb kritisiert wurde.) Die Fraktionen des Kizokuin bestanden auch nach der Gründung des Taisei Yokusankai (und der Errichtung der Einheitsfraktion Yokusan Seijikai) im Zweiten Weltkrieg weiter.
Nach der Auflösung des Kizokuin kandidierten einige Mitglieder 1947 für das Sangiin. Viele der gewählten Kandidaten bildeten dort die Fraktion Ryokufūkai, das sich ebenfalls als unparteilich verstand und zeitweise die größte Fraktion war.

### Die wichtigsten Fraktionen
- Kayōkai (火曜会)
Das Kayōkai bestand aus Herzögen und Markgrafen. Es war zwar eine kleine Fraktion; da aber alle seiner Mitglieder dem Kizokuin in der Regel auf Lebenszeit angehörten galt es als einflussreich. Ihm gehörten unter anderem die Präsidenten des Kizokuin Tokugawa Iesato, Konoe Fumimaro, Tokugawa Kuniyuki und Tokugawa Iemasa an.
- Kenkyūkai (研究会, „Forschungsrat“)
Das Kenkyūkai entstand nach der Kazoku-Wahl 1890 aus dem Shōyūkai (尚友会) und blieb für lange Zeit die größte Fraktion. Es bestand überwiegend aus Grafen und Vizegrafen, später gehörten ihm auch viele vom Tennō ernannte Vertreter der Ministerialbürokratie an. Unter anderem war der 6. Kizokuin-Präsident Matsudaira Yorinaga Mitglied des Kenkyūkai.
- Kōseikai (公正会)
Das Kōseikai wurde 1919 gegründet und bestand hauptsächlich aus Baronen.
- Sawakai (茶話会)
Das Sawakai um Hirata Tōsuke bestand vor allem aus vom Tennō ins Kizokuin berufene Bürokraten. Es versammelte die Anhänger Yamagata Aritomos und entwickelte sich zu einem starken Gegner der Parteienherrschaft. In den 1920er Jahren verlor es viele Mitglieder und wurde 1928 aufgelöst.
- Kōyū Kurabu (交友倶楽部, „Klub der Freunde“)
Der Kōyū Kurabu entstand 1912 entlang der Ideen von Hara Takashi aus vom Kaiser ernannten Abgeordneten aus der Bürokratie. In ihm sammelten sich Anhänger von Itō Hirobumi und Saionji Kimmochi, die der Parteiendemokratie mit Sympathie gegenüberstanden. Der Kōyū Kurabu entwickelte sich zum Verbündeten des Rikken Seiyūkai im Kizokuin.
- Dōseikai (同成会)
Das Dōseikai wurde 1919 als Nachfolger des seit 1901 bestehenden Doyōkai (土曜会) gegründet. Viele seiner Mitglieder sympathisierten mit der Rikken Minseitō.
- San’yōkai (三曜会)
Das San’yōkai gehörte zu den ersten Fraktionen des Kizokuin und bestand überwiegend aus adeligen Mitgliedern. Unter anderem gehörte ihm der Kizokuin-Präsident Konoe Atsumaro an.
- Dōwakai (同和会)
Das Dōwakai war einer der Nachfolger des Sawakai und versammelte überwiegend unabhängige, ernannte Mitglieder. Als Gegenspieler des Kenkyūkai und der Sympathisanten des Rikken Seiyūkai galt es gemeinsam mit dem Dōseikai als Verbündeter der Rikken Minseitō.

Im Juli 1920 gruppierten sich die 397 Abgeordneten wie folgt in Fraktionen: Kenkyūkai 143, Kōseikai 65, Sawakai 48, Kōyū Kurabu 44, Dōseikai 30, Unabhängige 67. Im März 1947, kurz vor der Auflösung des Kizokuin, hatten die Fraktionen folgende Stärken: Kenkyūkai 142, Kōseikai 64, Kōyū Kurabu 41, Dōseikai 33, Kayōkai 32, Dōwakai 30, Mushozoku Kurabu („Unabhängiger Klub“) 22, Unabhängige 8.

## Diäten
Die Diäten der Abgeordneten wurden im Giin-hō festgelegt. Von 1920 bis 1947 erhielten sie die gleichen jährlichen Beträge wie die Mitglieder des Shūgiin: 7500 Yen für den Parlamentspräsidenten, 4500 Yen für seinen Stellvertreter und 3000 für alle übrigen Abgeordneten.